# CopperCube
CopperCube est un moteur de jeux avec un éditeur graphique développé par Ambiera,. Il est simple, léger et ne requiert pas de compétence en programmation pour créer des applications 3D d'un simple glisser-déposer basé sur un système de comportement et un système logique orienté action. Le projet peut être exporté au format windows, Opengl ou Adobe Flash. Il a un générateur de terrain, des modèles 3D pré-importés (on peut aussi en télécharger plus sur le site), un moteur physique, et il détecte les collisions si on lui demande. Il peut gérer plusieurs types de visualisations de jeu (exemple : vue first-person shooter). il existe une version gratuite valable 14 jours, et une version payante. il est en français.

## Jeux utilisant le moteur
- PostCollapse
- Painted Legend
- Coppercraft